# Rintu Thomas
Rintu Thomas (* in Kottayam) ist eine indische Dokumentarfilmerin und Filmproduzentin.

## Leben
Rintu Thomas wuchs in Pampady in Kottayam auf. Sie studierte englische Literatur auf Bachelor am Lady Shri Ram College in Delhi und machte danach ihren Master in Kommunikationswissenschaften an der Jamia Milia Islamia University. Sie träumte immer davon, Journalistin zu werden. An der Jamia Milia lernte sie Sushmit Ghosh kennen. Die beiden begannen, gemeinsam Filme zu drehen, und gründeten 2009 die Filmproduktionsgesellschaft Black Ticket Films. Ihr Kurzfilm Timbaktu erhielt den National Film Award in der Kategorie Best Environment Film. Dilli wurde als bester Dokumentarfilm beim Jaipur International Film Festival ausgezeichnet.
Ihr Debütlangfilm war Writing with Fire. Der Dokumentarfilm handelt von der von Dalit-Frauen geführten Zeitung Khabar Lahariya, die nach 14 Jahren Printjournalismus nun zu digitalem Journalismus wechselt. Der Film wurde bei der Oscarverleihung 2022 in der Kategorie Bester Dokumentarfilm nominiert. Damit wurde der Film der erste indische Dokumentarfilm, der je für einen Oscar nominiert wurde. Der Film erhielt auch zwei Preise beim Sundance Film Festival 2021: den Audience Award: World Cinema Documentary und den World Cinema Documentary Special Jury Award: Impact for Change.

## Privatleben
Rintu Thomas’ Lebensmittelpunkt liegt zum einen in Neu-Delhi und zum anderen in einem kleinen Bergdorf in Nordindien.

## Filmografie
- 2010: The Miracle Water Village (Kurzfilm)
- 2011: Dilli (Kurzfilm)
- 2012: Timbaktu (Kurzfilm)
- 2021: Writing with Fire